# いのうえよしひろ
いのうえ よしひろは、日本のデザイナー、アートディレクター。CDジャケット、パッケージデザインを中心にロゴ、コンサートグッズのデザイン等を手がける。

## 経歴
神奈川県横浜市出身。セツ・モードセミナー卒業、阿佐ヶ谷美術専門学校卒業。2002年、友人と二人でデザイン事務所、ジョットグラフィカ（Giottographica）を設立。

## 主な仕事

### CD/DVDジャケット
- 9mm Parabellum Bullet 【CD】-『Black Market Blues e.p.』『Cold Edge e.p.』『命ノゼンマイ』『Revolutionary』『新しい光』『Movement』『「Movement YOKOHAMA」 Live at YOKOHAMA ARENA 2011.6.26』『カモメ e.p.』 『台湾限定ベスト盤 ｢2007-2011」』『ハートに火をつけて』 【DVD】-『act I 』『act II』『act III』『act IV』『MTV Unplugged』

- ELLEGARDEN 【CD】-『ELLEGARDEN BEST(1999~2008)』

- HALCALI 【CD】-『ENDLESS NIGHT』『TOKYO GROOVE』

- Nothing's Carved In Stone 【CD】-『PARALLEL LIVES』『Around The Clock』『Sands of Time』 【DVD】-『Initial Lives』

- PUFFY 【CD】-『誰かが』

- SAKANAMON 【CD】-『na』『シグナルマン』

- school food punishment 【CD】-『futuristic imagination』

- SHAKALABBITS 【CD】-『Walk Over the Rainbow』『SHAKALABBITS』『Roller Coaster / BIRTHDAY』『NACHO ROLL』 『Phasemeter Trippin’ Bug Shake』『mademoiselle non non』『Condenser Baby』『BRACKISH』 【DVD】-『“Riddle Glide Soundsystem”2008-2009 at ZEPP NAGOYA』『2010年サラペのバスTOUR』 『密林ジャングルジムTOUR2010-2011』

- YUI 【CD】-『again』『It's all too much/Never say die』『GLORIA』『to Mother』『HOLIDAYS IN THE SUN』 『Rain』『It's My Life/Your Heaven』『HELLO ～Paradise Kiss～』 【DVD】-『FIND ME YUI Visual Best』

- UNISON SQUARE GARDEN 【CD】-『スカースデイル』『Populus Populus』『流星のスコール』『CIDER ROAD』 『桜のあと(all quartets lead to the?)』『harmonized finale』『Catcher In The Spy』 『シュガーソングとビターステップ』『DUGOUT ACCIDENT』『Dr.Izzy』『10% roll, 10% romance』【DVD】-『UNISON SQUARE GARDEN ONEMAN TOUR 2012 SPECIAL 〜Spring Spring Spring〜 at ZEPP TOKYO 2012.04.21』 『UNISON SQUARE GARDEN TOUR 2013 CIDER ROAD TOUR @ NHK HALL 2013.04.10』 『UNISON SQUARE GARDEN LIVE SPECIAL “fun time 724” at Nippon Budokan2015.7.24』

- AKB48 【CD】-『GIVE ME FIVE!』『ギンガムチェック』『唇にBe My Baby』

- いきものがかり 【CD】-『コイスルオトメ』『流星ミラクル』『うるわしきひと / 青春のとびら』『桜咲く街物語』 『夏空グラフィティ / 青春ライン』『プラネタリウム』『気まぐれロマンティック』『My song Your song』

- さかいゆう 【CD】-『ストーリー』『まなざし☆デイドリーム』

- スネオヘアー 【CD】-『slow dance』『8 エイト 』

- フジファブリック 【CD】-『Surfer King』『パッション・フルーツ』『若者のすべて』『TEENAGER』『SINGLES 2004-2009』 【DVD】-『Live at 両国国技館』『FAB BOX』

- レミオロメン 【CD】-『Starting Over』

- 吉井和哉 【CD】-『39108』『WINNER』『Shine and Eternity』『シュレッダー』『Hummingbird in Forest of Space』 『バッカ』

- 木村カエラ 【CD】-『Level 42』『happiness!!!』『KAELA』『リルラ リルハ』『BEAT』『You』『Circle』 【DVD】-『KAELA KIMURA 1st TOUR 2005 4YOU』『LIVE Scratch〜上がってますってばTOUR@武道館』 『BEST VIDEO 1』『GO!5!KAELAND』 『KAELA WEB TOUR 2012@日本武道館』『BEST VIDEO2』 『KAELA presents GO!GO! KAELAND 2014 -10years anniversary-』

- 栗山千明 【CD】-『可能性ガール』『コールドフィンガーガール』『おいしい季節 / 決定的三分間』『CIRCUS』『月夜の肖像』

- 福原美穂 【CD】-『CHANGE』『優しい赤』『LOVE 〜winter song〜』『RAINBOW』『なんで泣きたくなっちゃうんだろう』

- 阿部真央 【CD】-『貴方の恋人になりたいのです』『いつの日も』『ポっぷ』

- 前田敦子 【CD】-『君は僕だ』『タイムマシンなんていらない』『セブンスコード』

- 西内まりや 【CD】-『LOVE EVOLUTION』『7 WONDERS』『ありがとうForever…』

- KEYTALK 【CD】-『スターリングスター』『HELLO WONDERLAND』『MATSURI BAYASHI』 【DVD】-『KEYTALKの武道館で舞踏会 〜shall we dance?〜』

- あゆみくりかまき 【CD】-『ジェットクマスター』『鮭鮭鮭』『蜜蜜蜜』『心友フォーエヴァー』 『あゆみくりかまきがやって来る！クマァ！クマァ！クマァ！』

- BLUE ENCOUNT 【CD】-『Survivor』

- テスラは泣かない。 【CD】-『ジョハリの窓』

- Gacharic Spin 【CD】-『Don't Let Me Down』『MUSIC BATTLER』

- Mississippi Duck Festival 【CD】-『DREAMER』『faust』『CALL』『step』『scene』

- LIL 【CD】-『LUCKY STAR』『恋はPUSH！feat. HALCALI』『L2』

- TEE 【CD】-『Baby I Love You』『電話で抱きしめて』『愛し続けるから』『Answer』 『Together　～つながり～』『much love』

- 北乃きい 【CD】-『Darl : orz』『Can you hear me?』『横顔』『K』

- 矢井田瞳 【CD】-『間違いだらけのダイアリー』

- SUPER BEAVER 【CD】-『深呼吸』『二つの旅路』『心景』『シアワセ』『幸福軌道』

- MUCC 【CD】-『アゲハ』

- 堀込高樹 (キリンジ) 【CD】-『Home Ground』